# 民主街道 (蛟河市)
民主街道，是中华人民共和国吉林省吉林市蛟河市下辖的一个乡镇级行政单位。

## 行政区划
民主街道下辖以下地区：
红星社区、实验社区、华东社区、河南社区、首钢美丽城社区和金星村。